# Bully (chanson de Shinedown)
Pour les articles homonymes, voir Bully.
Singles de Shinedown
Diamond Eyes (Boom-Lay Boom-Lay Boom)
(2010) Unity
(2012)
Bully est le quatorzième single du groupe Shinedown et le single principal de l'album Amaryllis sorti en 2012.

## Performance dans les charts
| Charts                           | Meilleur position |
| -------------------------------- | ----------------- |
| Billboard Mainstream Rock Tracks | 8                 |
| Billboard Rock Songs             | 13                |
| Billboard Alternative Songs      | 19                |